# Grækarismessa
Die Grækarismessa (vgl. Gregorstag) ist ein gesetzlicher Flaggtag auf den Färöern. Sie findet jedes Jahr am 12. März statt, wenn der Tjaldur (Austernfischer) vom Süden zurückkehrt. 
Die Grækarismessa markiert den Frühlingsanfang auf den Färöern. Dieser Feiertag wurde durch die engagierte publizistische Arbeit des Naturschützers Sverri Patursson 1943 eingeführt. Der Tjaldur war bereits seit Anfang des 19. Jahrhunderts nationales Symbol (tjóðfugl – Nationalvogel) der Färöer. Nólsoyar Páll besang ihn in seinem Fuglakvæði.
Ein färöischer Aberglaube (Kinderglaube) besagt, dass wenn man den ersten Tjaldur erblickt, und dieser auf einen zufliegt, das Jahr persönliches Pech bringt. Erblickt man den ersten Tjaldur hingegen, wie er an einem vorbeifliegt, dann bringt das Jahr Glück.

## Grækarismessa-Reden
(auf Färöisch, Auswahl)
- Tórbjørn Jacobsen 2002 (Mitglied des Folketings für die Färöer)
- Annika W. Joensen 2003 (Gleichstellungsbeauftragte der Färöer)